# Хаматомбецу

45°7′25″ пн. ш. 142°21′35″ сх. д. / 45.12361° пн. ш. 142.35972° сх. д.
Ха́ма-Томбе́цу (яп. 浜頓別町, はまとんべつちょう, МФА: [hama tombet͡su̥ t͡ɕoː]) — містечко в Японії, в повіті Есасі округу Соя префектури Хоккайдо. Станом на 1 жовтня 2008 року площа містечка становила 401,56 км². Станом на 31 березня 2017 населення містечка становило 3737 осіб.
На честь міста названо астероїд.